# Xanthophryne koynayensis
Espèce
Synonymes
- Bufo sulphureus Grandison & Daniel, 1964

Statut de conservation UICN

 EN B1ab(iii) : En danger
Xanthophryne koynayensis  est une espèce d'amphibiens de la famille des Bufonidae.

## Répartition
Cette espèce est endémique de l'État de Maharashtra en Inde. Elle se rencontre dans la vallée du Koyna entre 900 et 1 200 m d'altitude dans les Ghâts occidentaux.

## Étymologie
Son nom d'espèce, composé de koyna(y) et du suffixe latin -ensis, « qui vit dans, qui habite », lui a été donné en référence au lieu de sa découverte, un village du district de Satara dans la vallée du Koyna, un affluent du Krishnâ.

## Publications originales
- Soman, 1963 : « A new Bufo from Maharashtra ». Journal of Biological Science of Bombay, vol. 6, p. 73-74.
- Grandison & Daniel, 1964 : « Description of a new species of toad (Anura : Bufonidae) from Satara district, Maharashtra, Delhi ». Journal of the Bombay Natural History Society, vol. 61, p. 192-194.